# Jan van Gool
Jan van Gool (Den Haag, 1685 - 1763) was een Nederlandse kunstschilder. Hij schilderde voornamelijk landschappen met vee.
Hij is vooral bekend vanwege zijn boek met kunstenaarsbiografieën: De nieuwe Schouburg der Nederlantsche Kunstschilders en Schilderessen (Den Haag 1750 - 1751).

## Galerij

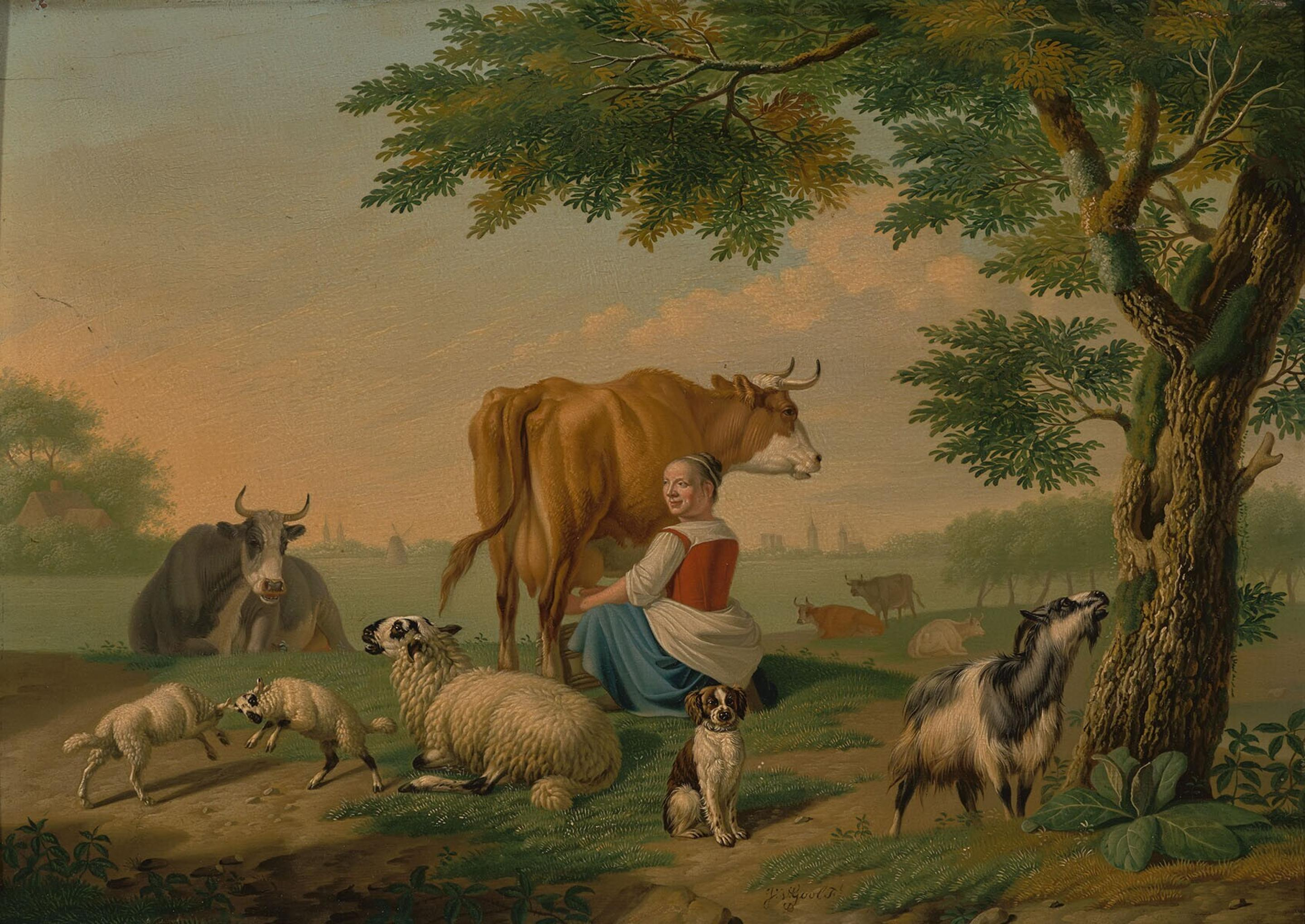
Landschap met melkmeid
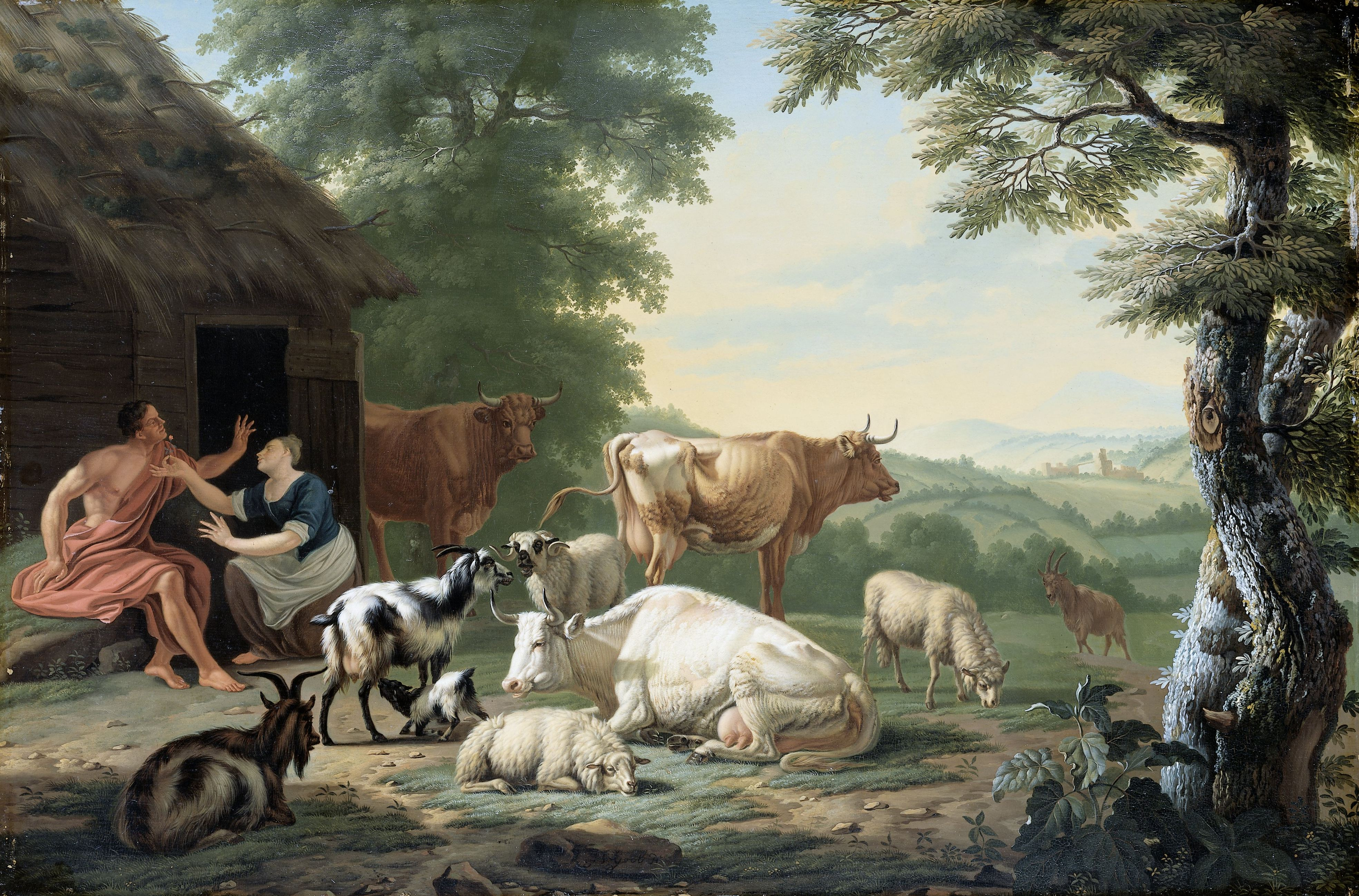
Arcadisch landschap met herders en vee
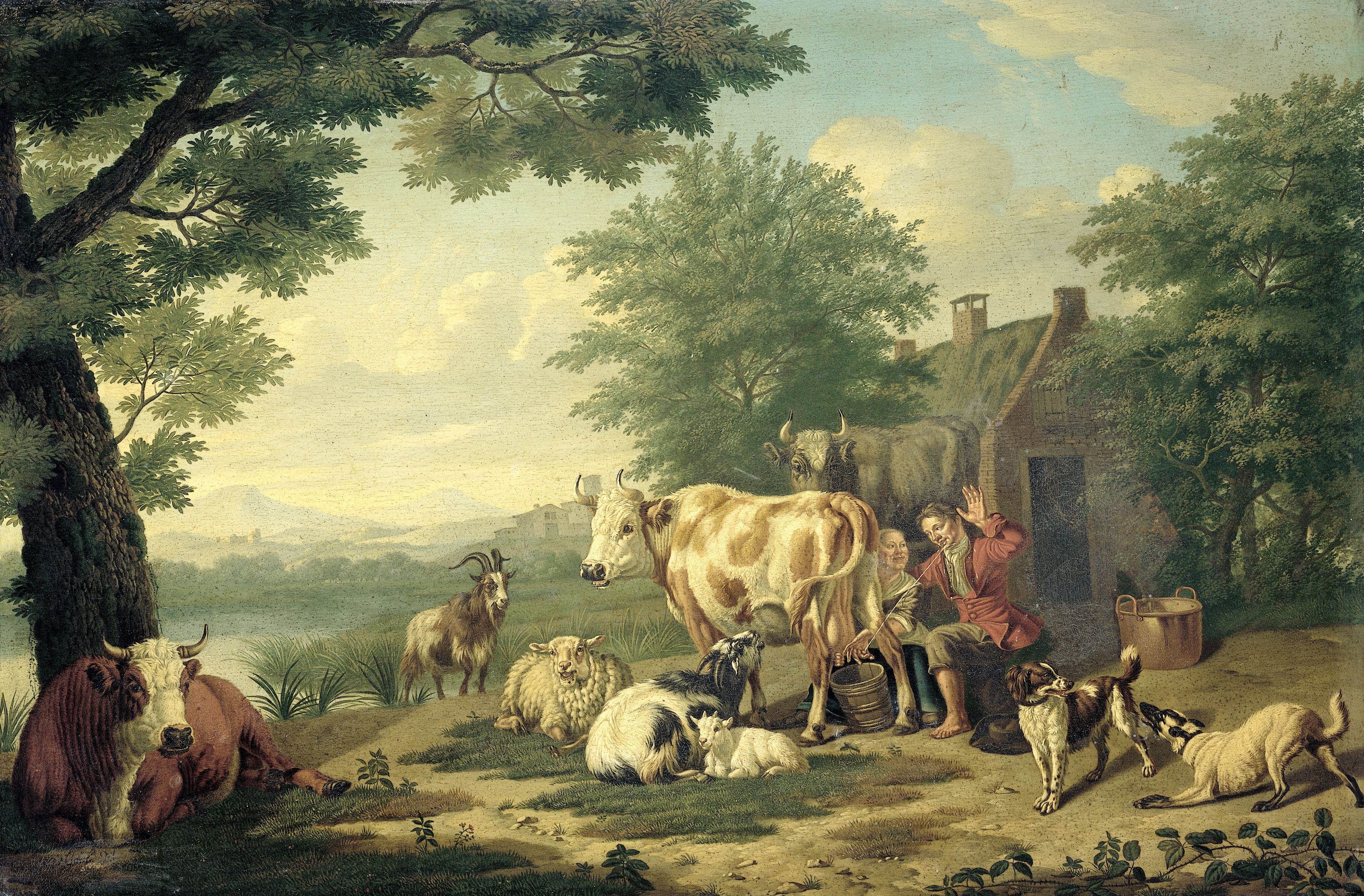
Het melkuur

- Bibsys: 90634698
- Biografisch Portaal: 26990463
- Digitale Bibliotheek voor de Nederlandse Letteren: gool002
- Gemeinsame Normdatei: 119045443
- International Standard Name Identifier: 0000 0001 2134 5524
- KulturNav: c5e74454-4988-4d41-bd13-3b8c7385ef61
- Library of Congress Control Number: n92054141
- Nederlandse Thesaurus van Auteursnamen: 070993750
- RKD-Nederlands Instituut voor Kunstgeschiedenis: 32675
- Système universitaire de documentation: 149796897
- Union List of Artist Names: 500018055
- Virtual International Authority File: 57416265
- WorldCat: E39PBJgt3FjGYYwxvXfCkGw3cP